# Восточные леса Канады
Восточные леса Канады (англ. Eastern Canadian forests) — экологический регион в Канаде, выделяемый классификационной системой Всемирного фонда дикой природы (ВВФ).

## Окружение
Этот экорегион состоит из множества горных районов на восточном побережье Канады и вдоль реки Святого Лаврентия в Восточном Квебеке (включая остров Антикости на реке Святого Лаврентия и берег до начала Лабрадора), на острове Ньюфаундленд, нагорьях Нью-Брансуика и Кейп-Бретона (на острове Кейп-Бретон в Новой Шотландии). В этих местностях находятся Лаврентиды на севере экорегиона и северные цепи Аппалачей, вершины которых превышают 1,000 м, на юге, а также гористый полуостров Гаспе в Квебеке. Климат прохладный и влажный, на побережье обычно встречается густой туман, особенно в проливе Белл-Айл между Лабрадором и Ньюфаундлендом. В находящемся западнее, во внутренних районах, экорегионе центральные леса Канадского щита, в отличие от этого экорегиона, над бальзамическими пихтами преобладают чёрные ели.